# Abdoulaye N'Doye
Abdoulaye N'Doye (Dunkerque, 9 marzo 1998) è un cestista francese.

## Palmarès
- Leaders Cup: 1

Le Mans: 2025
- Eurocup: 1

Monaco: 2020-2021